# 阿里骨
阿里骨（1040年—1096年10月1日），又译阿令古、阿骨，于阗人，唃厮啰国第三代赞普。
年轻时随母亲事奉董毡，故为养子。宋神宗元丰年间，兰州之战有功，由肃州团练使进升为防御使。元丰六年（1083年），董毡死后，以养子身份继承王位。吐蕃社会重视血统，贵种姓，阿里骨其非唃厮啰血统，地位低微，遭到唃厮啰家族及有关大首领的反对。为控制青唐政局，封锁董毡死讯不发丧，出令如同董毡在世。两年后，向宋朝奏报董毡死讯，请求册封，获得宋朝封赐。为巩固统治，镇压唃厮啰家族大首领，宋哲宗元祐二年（1087年），他和西夏密约，想用西夏之力收复被宋朝夺得的熙州河州六州，派大首领鬼章率众攻取洮州，围攻河州南川寨，配合西夏围攻定西城。因西夏未能有效配合，被宋军袭击，断黄河飞桥，使青唐十万援军列阵河沿，无法增援，兵败，鬼章被俘。因战争结果失败。次年，他向宋朝上表谢罪，请求释放鬼章，恢复关系。宋朝为集中力量应付辽和西夏，同意和解，加封金紫光禄大夫、检校太保。他专宠西夏公主，性残忍，好杀戮，修建寺院，虐待百姓。族人大怨，许多部族纷纷离去，有的投宋，有的据地而治。唃厮啰家族进行复国活动，河湟动荡不安。为借助宋朝之威，元祐八年（1093年），蕃文上书，要求与宋朝互不侵犯。绍圣三年（1096年），宋朝礼宾使李宇等赴青唐抚间，同意以后按元丰四年例给予封赐。绍圣三年九月十三日（1096年10月1日），阿里骨去世。宋朝赐孝，以示慰问。
| 前任： 养父董毡 | 唃厮啰國赞普 1087年—1096年10月1日 | 繼任： 子瞎征 |